# الکی چونگ
چونگ تینگ یان (انگلیسی: Chong Ting-yan؛ زادهٔ ۲ نوامبر ۱۹۹۸) که به‌طور حرفه‌ای با نام الکی چونگ (Elkie Chong) شناخته می‌شود، بازیگر و خواننده هنگ کنگی است. او قبلاً بازیگر کودک در تی‌وی‌بی هنگ کنگ بود و در چندین مجموعه تلویزیونی ایفای نقش کرده‌است. الکی در فوریه ۲۰۱۶، زیر نظر کیوب انترتینمنت به عنوان عضو گروه دخترانه کره‌ای سی‌ال‌سی فعالیتش را آغاز کرد. به دنبال درخواست او برای خاتمه دادن به قراردادش با کیوب انترتینمنت در دسامبر ۲۰۲۰، الکی در فوریه ۲۰۲۱ کمپانی کیوب و گروه سی‌ال‌سی را ترک کرد.